# Tribano
Tribano är en ort och kommun i provinsen Padova i regionen Veneto i Italien. Kommunen hade 4 343 invånare (2018).